# Bahnhof Steinfurt-Burgsteinfurt
Der Bahnhof Steinfurt-Burgsteinfurt ist ein Bahnhof der Stadt Steinfurt im westlichen Münsterland im Bundesland Nordrhein-Westfalen und liegt im Stadtteil Burgsteinfurt.
Der Bahnhof ist ein ehemaliger Kreuzungsbahnhof an der Bahnstrecke Münster–Enschede. Die Bahnstrecken Coesfeld–Rheine und Borken–Burgsteinfurt sind stillgelegt und weitgehend zurückgebaut.

## Geschichte
1870 hatte die Münster-Enscheder Eisenbahn-Gesellschaft (MEE) die Konzession zum Bau einer Eisenbahnstrecke von Münster nach Enschede erhalten und den Bau begonnen. Als sie 1874 zahlungsunfähig wurde, übernahm die Königlich-Westfälische Eisenbahn-Gesellschaft (KWE) den Weiterbau der Strecke nach Enschede. Zusammen mit der Strecke erfolgte am 30. September 1875 die Eröffnung eines Durchgangsbahnhofes unter dem Namen Bahnhof Burgsteinfurt.
Die Bahnstrecke Wanne-Eickel–Hamburg der Köln-Mindener Eisenbahn-Gesellschaft war von hoher überregionaler Bedeutung, die Rheinische Eisenbahn-Gesellschaft (RhE) plante ihre Bahnstrecke Duisburg–Quakenbrück als Konkurrenz. Mit der Fertigstellung dieser Strecke am 1. Juli 1879 wurde der Burgsteinfurter Bahnhof zum Kreuzungsbahnhof. Die rheinische Strecke kreuzte dabei die Strecke der KWE südlich von Burgsteinfurt auf einer Überführung. Spätestens damals wurde am südlichen Kopfende des Empfangsgebäudes auch ein Fürstenzimmer eingerichtet.
Schließlich erreichte die Eisenbahnstrecke von Borken der Westfälischen Landes-Eisenbahn (WLE) am 1. Oktober 1902 Burgsteinfurt.
Infolge des Zweiten Weltkrieges kam der Betrieb auf mehreren Teilstrecken zum Erliegen. Der Bahnhof Rheine war durch einen Luftangriff am 5. Oktober 1944 vollständig zerstört worden, in Oberhausen und Dorsten wurden Brücken gesprengt. Der grenzüberschreitende Verkehr nach Enschede war von 1940 bis 1951 eingestellt, ebenso später zwischen 1981 und 2001.
Auf der westfälischen Strecke nach Borken wurde der Personenverkehr nach nur 60 Jahren am 30. September 1962 zunächst stark eingeschränkt (nur noch Eilzüge), am 27. September 1975 dann komplett eingestellt. Der Güterverkehr zwischen Burgsteinfurt und Ahaus war schon am 31. Dezember 1972 eingestellt worden; nach der endgültigen Stilllegung der Strecke am 31. März 1988 wurde mit dem sofortigen Rückbau begonnen.
Nachdem bereits in den 1960er Jahren der Personenverkehr auf der Bahnstrecke Duisburg–Quakenbrück im nördlichen Abschnitt ab Rheine und im südlichen Abschnitt bis Dorsten zum Erliegen gekommen war, wurde die Bedienung auch des Teilstücks zwischen Coesfeld und Rheine am 28. September 1984 beendet. Zum 1. Juli 1985 erfolgte die Umwandlung dieses Teilstücks in eine Nebenbahn.
Mitte der 1980er Jahre wurde auch der Güterverkehr zwischen Horstmar und St. Arnold eingestellt. Zur offiziellen Stilllegung der Strecke zwischen Lutum und St. Arnold kam es dann am 1. Januar 1996, damit wurde aus dem ehemaligen Kreuzungsbahnhof wieder ein Durchgangsbahnhof. Noch im gleichen Jahr wurde die Güterabfertigung des Bahnhofs zum 1. Mai geschlossen.
Durch die Gebietsreform in Nordrhein-Westfalen sind die ehemals eigenständigen Städte Burgsteinfurt und Borghorst bereits am 1. Januar 1975 zur Stadt Steinfurt zusammengelegt worden. Aber erst zum Fahrplanwechsel am 12. Dezember 2004 erfolgte die Umbenennung des Bahnhofs in Bahnhof Steinfurt-Burgsteinfurt.
Am 30. September 2005 wurde mit dem Rückbau der rheinischen Strecke zwischen Burgsteinfurt und St. Arnold begonnen. Von den vier ehemaligen Stellwerken wurden zwei bereits abgerissen, zum einen das Stellwerk Bn an der rheinischen Strecke, sowie das Stellwerk Bmf, dass sich am ehemaligen Mittelbahnsteig befand. Die beiden Stellwerke an der Enscheder Strecke (das Stellwerk Bf südlich und das Stellwerk Bw nördlich des Bahnhofs) stehen noch, sind aber außer Betrieb. Seit dem 26. Oktober 2008 wird der Bahnhof vom elektronischen Zentralstellwerk im Bahnhof Coesfeld (Westf) ferngestellt.
Von den umfangreichen Anlagen sind 2020 nur noch zwei Gleise mit Seitenbahnsteig und ein Abstellgleis vorhanden.

### WLE-Bahnhof
Die Gleise der Westfälischen Landeseisenbahn endeten westlich der Staatsbahnstrecken. Es gab einen Bahnsteig, der durch eine Unterführung mit den Staatsbahn-Bahnsteigen verbunden war.
Neben einigen Abstellgleisen war auch ein Übergabegleis zur Staatsbahn vorhanden. Nachdem der Personenverkehr 1962 und der Güterverkehr 1972 eingestellt worden war, wurden in den 1980er Jahren alle Gleisanlagen entfernt.

## Bedienung
Im Schienenpersonennahverkehr wird der Bahnhof Steinfurt-Burgsteinfurt von einer Regionalbahnlinie bedient:
| Linie | Linienverlauf | Takt                                                             | Betreiber |
| ----- | --- | ---------------------------------------------------------------- | --------- |
| RB 64 | Euregio-Bahn: Enschede – Enschede De Eschmarke – Glanerbrug – Gronau (Westf) – Ochtrup – Metelen Land – Steinfurt-Burgsteinfurt – Steinfurt-Grottenkamp – Steinfurt-Borghorst – Nordwalde – Altenberge – Münster-Häger – Münster Zentrum Nord – Münster (Westf) Hbf Stand: Fahrplanwechsel Dezember 2021 | 60 min 30 min (Burgsteinfurt–Münster nachmittags an Wochentagen) | DB Regio  |

Die Regionalbahn wurde am 24. Mai 1998 auf dem Abschnitt zwischen Münster und Gronau eingerichtet. Seit dem 18. November 2001 verkehrt sie weiter nach Enschede. 2011 hat die DB Regio NRW die Ausschreibung für weitere 15 Jahre gewonnen.
Der Bahnhof wird von sechs Regional- und Nachtbussen bedient:
| Linie | Verlauf                                                                                           | Takt                                  | Betreiber                   |
| ----- | ------------------------------------------------------------------------------------------------- | ------------------------------------- | --------------------------- |
| R73   | Münster (Westf) Hbf – Nienberge – Altenberge – (Nordwalde – ) Borghorst – Bahnhof Burgsteinfurt   | 60 min (Mo–Sa), 120 min (So)          | Veelker                     |
| R74   | Bahnhof Burgsteinfurt – Borghorst – Nordwalde – Greven                                            | 60 min (Mo–Sa)                        | Veelker                     |
| R75   | Bahnhof Burgsteinfurt – Emsdetten                                                                 | 60 min (Mo–Sa), 120 min (So)          | Veelker                     |
| R80   | Bahnhof Burgsteinfurt – Wettringen – Neuenkirchen – Bahnhof Rheine                                | 30/60 min (Mo–Fr), 60/120 min (Sa–So) | Veelker                     |
| R81   | Bahnhof Coesfeld – Coesfeld Schulzentrum – Osterwick – Darfeld – Horstmar – Bahnhof Burgsteinfurt | 60 min (Mo–Sa), 120 min (So)          | Veelker                     |
| N5    | Münster (Westf) Hbf – Altenberge – Nordwalde – Bahnhof Burgsteinfurt                              | 180 min (Fr–So)                       | Regionalverkehr Münsterland |